# Santa Maria di Roncione

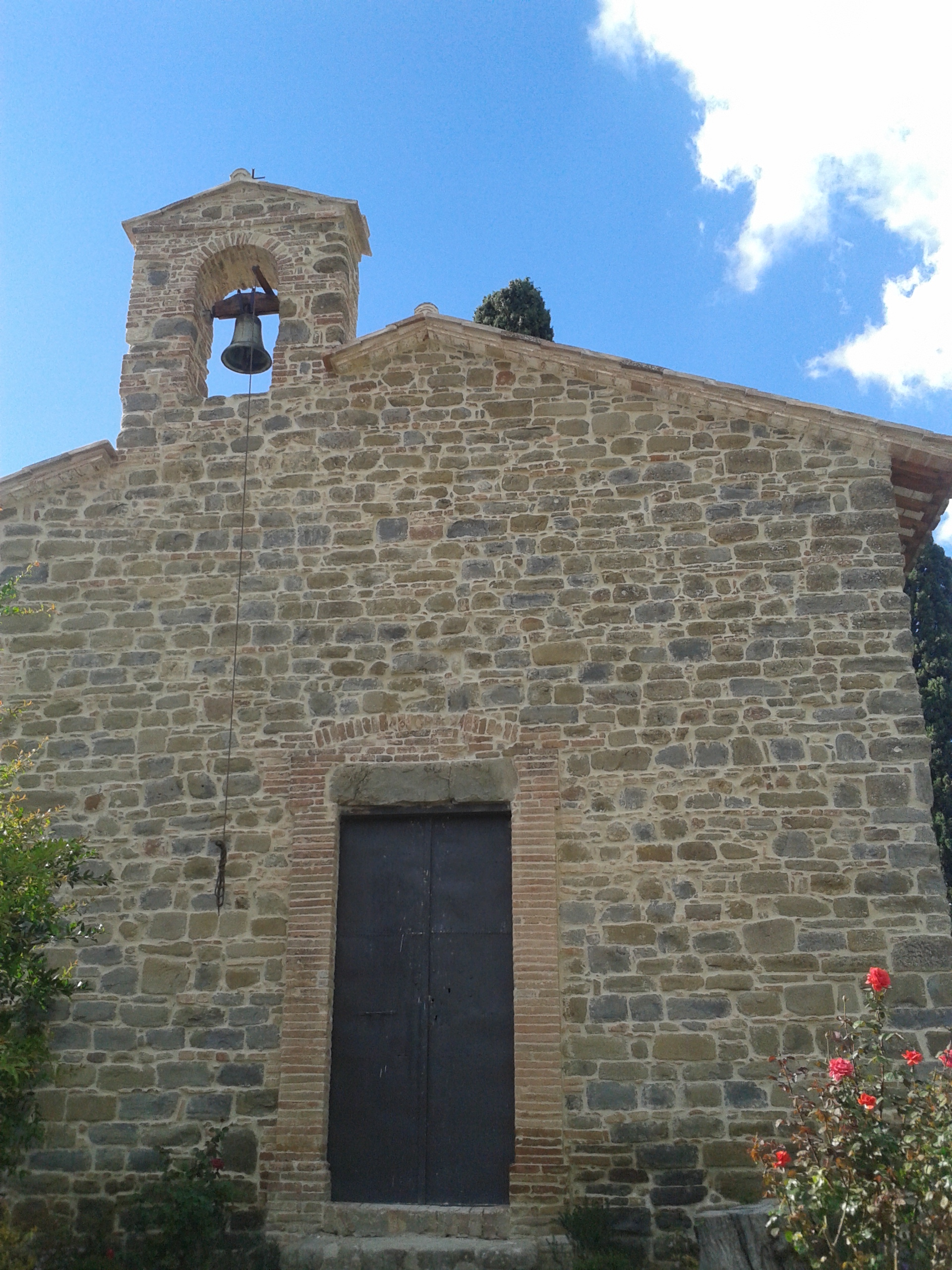
Fassade

Santa Maria di Roncione ist eine Kirche in der Nähe von Deruta, Provinz Perugia. Sie gehört zum Erzbistum Perugia-Città della Pieve.

## Geschichte

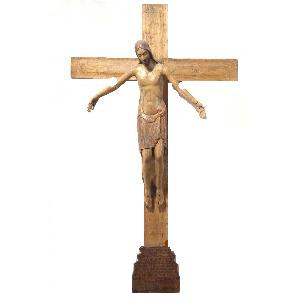
Abgenommener Christus, 1236, aus der Kirche Santa Maria di Roncione, Perugia Galleria Nazionale dell’Umbria

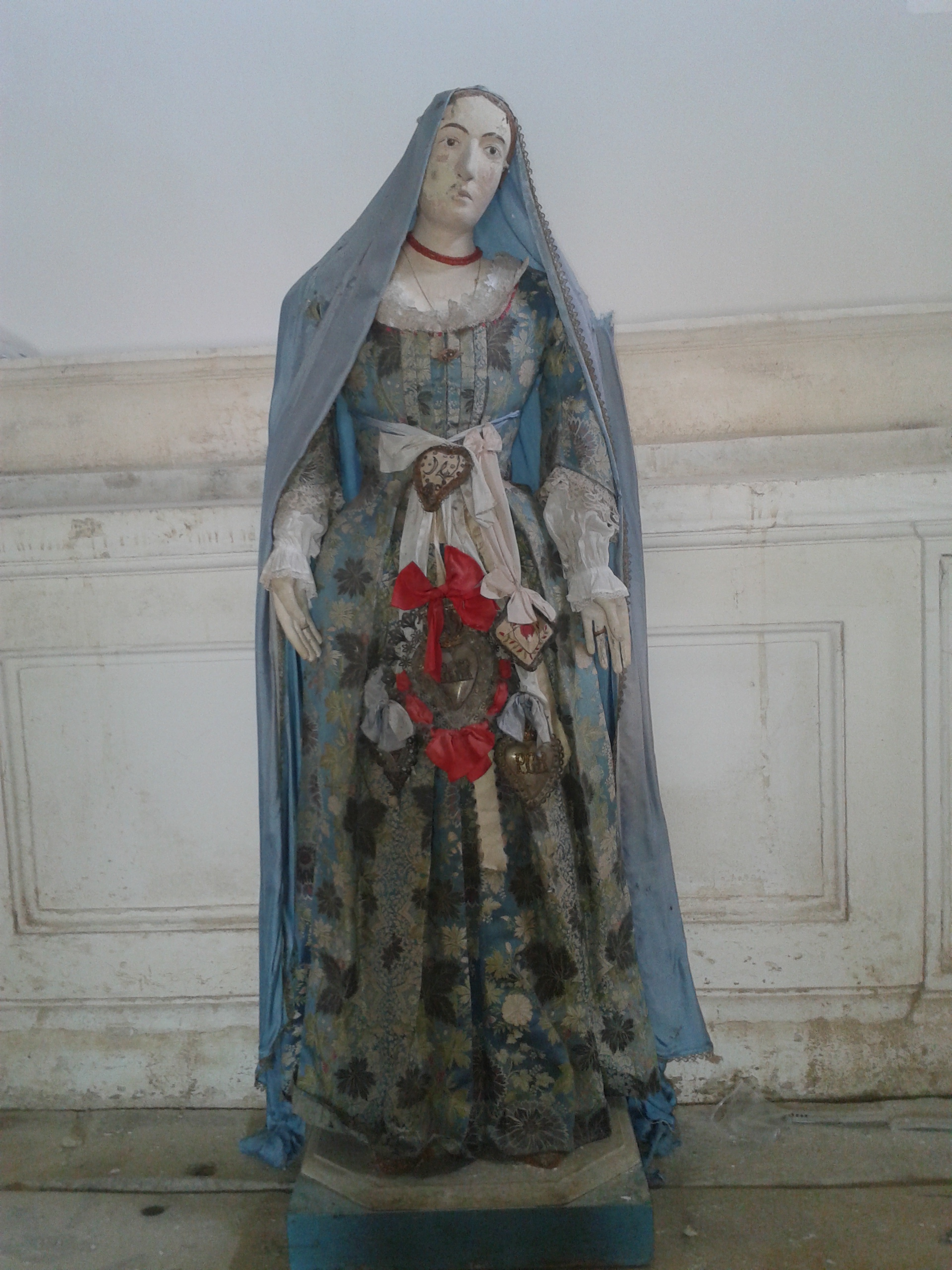
Statue der Jungfrau Teil der Kreuzabnahme, befindet sich noch in der Kirche

Der Ursprung dieser Kirche geht wahrscheinlich auf das 11. Jahrhundert zurück, aber ihre Existenz ist erst ab 1141 belegt, als Abt Rinaldo di Farfa der Abtei von San Pietro in Perugia den Besitz bestimmter Güter bestätigte und das Kircheneigentum ausschloss. Es gibt keine weiteren Nachrichten bis 1236, dem Jahr, in dem die Kreuzabnahme ausgeführt wurde. Im 14. Jahrhundert wird das Bestehen der Kirche durch eine Aufzeichnung des Priors Rinaldo Segnarelli und durch die Schenkung zweier Ehepaare aus Deruta dokumentiert, die dem Kloster ein Haus in Deruta, vier Grundstücke und ein Priorat in Sant’Angelo di Celle überließen. Im Jahr 1381 übertrug Urban III. das Priorat der Kirche an den Cassiner Mönch Carlo Caracciolo Napolitano. Es lässt sich nicht genau sagen wann die Benediktinermönche die Kirche verließen, aber es ist wahrscheinlich, dass dies eine Folge der schweren Kämpfe im 14. Jahrhundert war, die Deruta und sein Gebiet verwüsteten. Im Jahr 1611 war das Gebäude so verwahrlost und baufällig, dass der Magistrat von Deruta an die Eigentümer der Kirche appellierte, sie zu reparieren. Im Jahr 1613 wurde es mit dem Kolleg des Priesterseminars von Perugia vereinigt und restauriert. Es sei jedoch darauf hingewiesen, dass die heutige Kirche nicht die ursprüngliche ist, da sie zu einem unbestimmten Zeitpunkt neben dem älteren Gebäude errichtet wurde, dessen Ruinen noch bis Mitte des 19. Jahrhunderts sichtbar waren. Im Jahr 2014 wurde sie restauriert und das unsichere Dach erneuert.

## Die Kreuzabnahme
Der vom Kreuz abgenommene Christus in der Nationalgalerie von Umbrien in Perugia gehört zu dieser Skulpturengruppe aus dem Jahr 1236. Bis Mitte des 19. Jahrhunderts gab es nach den Berichten von Giuseppe Fabretti auch Figuren des Evangelisten Johannes, des Nikodemus, des Johannes von Arimathäa und der heiligen Lucia, die ebenfalls zu der Skulpturengruppe gehörten und später mit Ausnahme einer Jungfrau, die sich noch an Ort und Stelle befindet, aber durch alte Restaurierungsarbeiten beschädigt wurde, entfernt wurden. Die Statue der Jungfrau ist durch alte Übermalungen beschädigt und wird von einem mit Blumenmotiven bestickten historischen Kleidungsstück bedeckt, das an einigen Stellen abgenutzt ist. Die Statue galt als wundertätig und an ihrem Gürtel hängen verschiedene Votivgaben aus Metall und Stoff.

## Die Prozession
Die Kirche war einst das Ziel einer feierlichen Prozession zu Ehren der Madonna, die am Ostermontag stattfand und sicherlich mittelalterliche Ursprünge hatte (die Figurengruppe Kreuzabnahme war sicherlich mit diesem Kult verbunden). Heute ist es jedoch üblich, eine Messe am Ostermontag und eine weitere am Ferragosto (Feiertag im August) zu feiern.